# Lanford Wilson
Lanford Wilson (ur. 13 kwietnia 1937 w Lebanon w stanie Missouri, zm. 2011) – dramaturg amerykański, laureat Nagrody Pulitzera. 
W 1969, wraz z Marshallem W. Masonem i innymi założył Circle Theater (późniejszy Circle Repertory Company) w Nowym Jorku. W 1980 otrzymał Nagrodę Pulitzera w dziedzinie dramatu za sztukę Talley’s Folly z 1979. Zmarł w miejscowości Wayne w stanie New Jersey 24 marca 2011. Przyczyną śmierci były powikłania zapalenia płuc.